# Przesilenie zimowe (film)
Przesilenie zimowe (ang. The Holdovers) – amerykański komediodramat z 2023 roku w reżyserii Alexandra Payne’a, w oparciu o scenariusz Davida Hemingsona.
Przesilenie zimowe miało premierę na Festiwalu w Telluride, 31 sierpnia 2023 roku, a w Stanach Zjednoczonych, 27 października nakładem Focus Features. W Polsce film zadebiutował 26 stycznia 2024 roku. Otrzymał on pozytywne recenzje i zarobił 31 milionów dolarów.
Został uznany przez National Board of Review i Amerykański Instytut Filmowy za jeden z 10 najlepszych filmów 2023 roku i zdobył wiele innych wyróżnień, w tym dwa Złote Globy i pięć nominacji na 96. ceremonii wręczenia Oscarów, w tym dla najlepszego filmu, i siedem nominacji do nagród Brytyjskiej Akademii Filmowej, w tym dla najlepszego filmu.

## Fabuła
Akcja rozgrywa się w latach 1970–1971. Paul Giamatti wciela się w surowego nauczyciela historii starożytnej, uczącego w internacie w Nowej Anglii, który jest zmuszony opiekować się garstką uczniów, którzy nie mają dokąd się udać na przerwę świąteczną. Da’Vine Joy Randolph i Dominic Sessa (w jego filmowym debiucie) wcielają się odpowiednio w kierowniczkę szkolnej stołówki i jednego z uczniów przebywających na terenie kampusu.

## Obsada

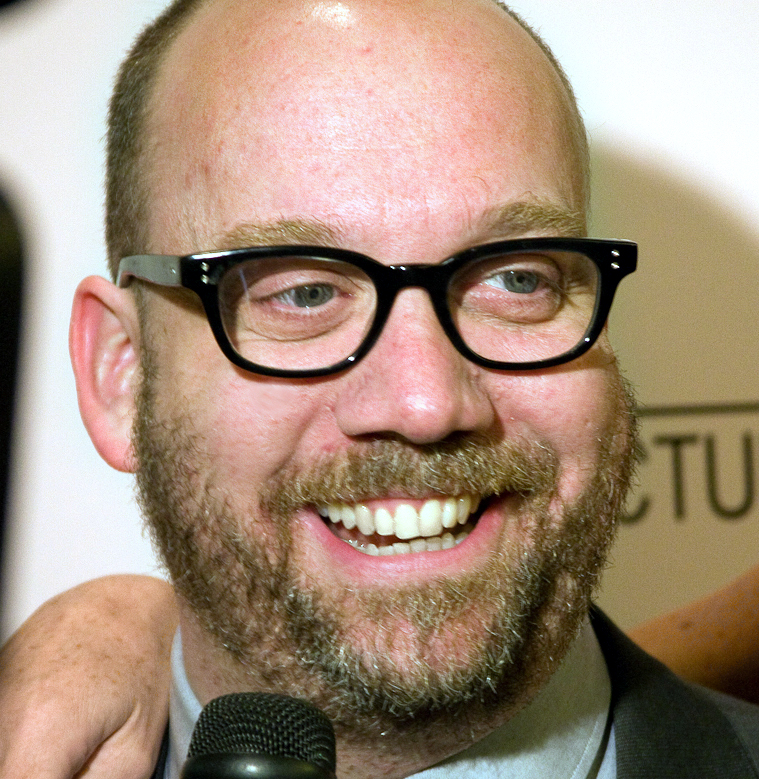
Paul Giamatti, główny bohater

- Paul Giamatti jako Paul Hunham, nauczyciel historii w Akademii Barton.
- Dominic Sessa jako Angus Tully, student Akademii Barton, spędzający tam święta.
- Da’Vine Joy Randolph jako Mary Lamb, kierowniczka szkolnej stołówki i pogrążona w żałobie matka.
- Carrie Preston jako Lydia Crane, pracowniczka Akademii Barton.
- Brady Hepner jako Teddy Kountze, wróg Angusa.
- Ian Dolley jako Alex Ollerman, członek Kościoła Jezusa Chrystusa Świętych w Dniach Ostatnich.
- Jim Kaplan jako Ye-Joon Park, międzynarodowy student z Korei.
- Michael Provost jako Jason Smith, rozgrywający drużyny piłkarskiej Akademii Barton.
- Andrew Garman jako dr Hardy Woodrup, dyrektor Akademii Barton.
- Naheem Garcia jako Danny, woźny Akademii Barton.
- Stephen Thorne jako Thomas Tully, ojciec Angusa.
- Gillian Vigman jako Judy Clotfelter, matka Angusa.
- Tate Donovan jako Stanley Clotfelter, ojczym Angusa.
- Kelly AuCoin jako Hugh Cavanaugh, były kolega Paula z Harvardu.
- Dan Aid jako Kenneth[5]

## Produkcja

### Rozwój

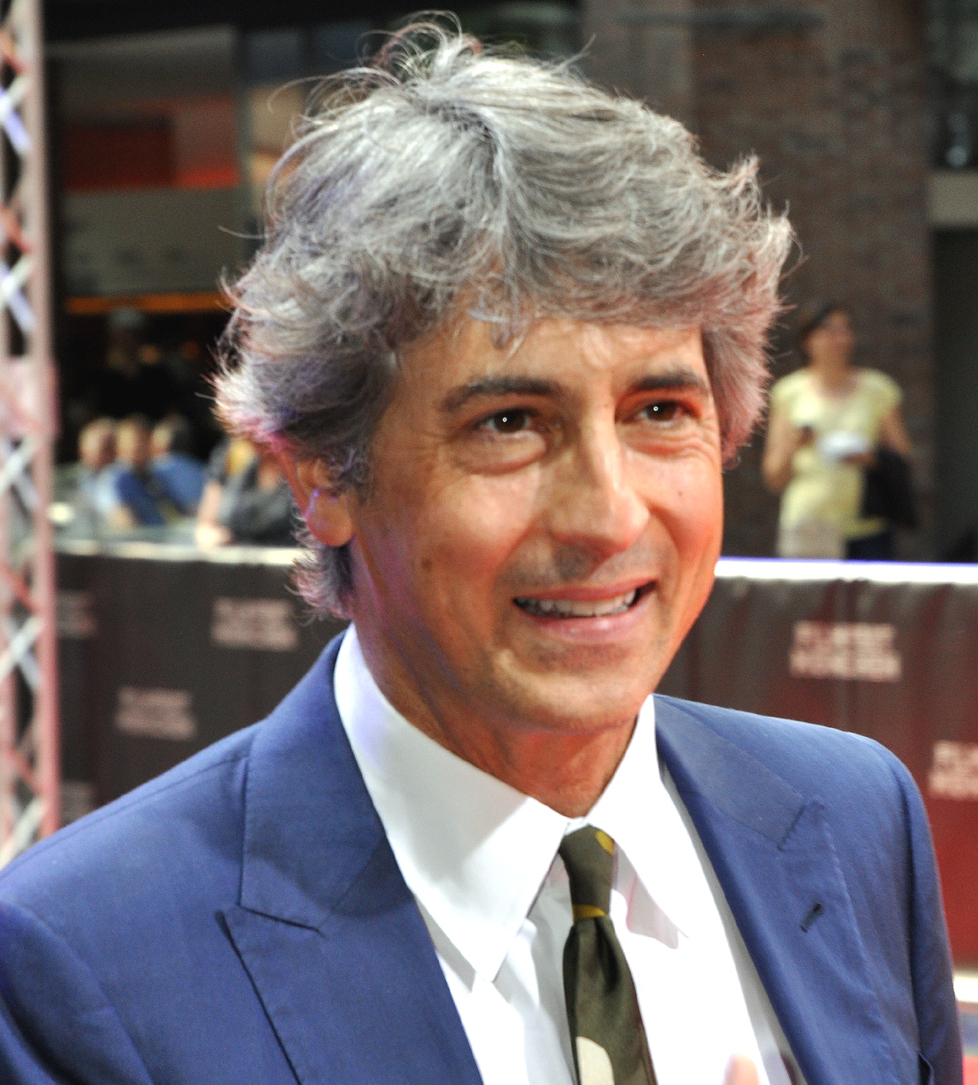
Reżyser Alexander Payne

Przesilenie zimowe to druga po Bezdrożach (2004) współpraca reżysera Alexandra Payne’a i aktora Paula Giamattiego. Payne wymyślił to po obejrzeniu filmu Marcela Pagnola Merlusse z 1935 roku i skontaktował się ze scenarzystą Davidem Hemingsonem. W 2024 roku Hemingson ujawnił, że film jest częściowo autobiograficzny, a niektóre dialogi i sceny zostały zaczerpnięte dosłownie z jego własnego życia, na przykład słowa jego wujka. Scena z prostytutką została zainspirowana prawdziwym wydarzeniem z życia. Wyjaśnił też, że wiele rzeczy w filmie to list miłosny do jego mamy, wuja i taty. W czerwcu 2021 roku Miramax nabył prawa do dystrybucji. Na początku 2022 roku do obsady dołączyły Da’Vine Joy Randolph i Carrie Preston.

### Zdjęcia
Zdjęcia rozpoczęły się w Massachusetts 27 stycznia 2022 roku. Kierowniczka lokalizacji Kai Quinlan, która pracowała przy innych filmach rozgrywających się w Nowej Anglii, takich jak Spotlight i Black Mass, wykorzystała swoje dzieciństwo w Massachusetts. Podobnie Giamatti wykorzystał swoje doświadczenia z Choate Rosemary Hall w latach 80. w tym wspomnienia surowego nauczyciela, którego nazywał „nieszczęśliwym człowiekiem”. W przypadku fikcyjnej Akademii Barton jako lokalizacje wykorzystano pięć szkół w Massachusetts: Groton, Northfield Mount Hermon, Deerfield Academy, St. Mark’s School i Fairhaven High School. Dominic Sessa, grający Angusa, uczęszczał do Deerfield Academy w 2022 roku. Zdjęcia do filmu kręcono także w historycznych teatrach w Somerville i Orpheum oraz w Boston Common. Payne powiedział później, że uchwycenie estetyki lat 70. było stosunkowo łatwe, ponieważ „zmiany w Nowej Anglii następują powoli”.

### Postprodukcja
Aby film wyglądał i sprawiał wrażenie, jakby powstał w latach 70. XX wieku, Alexander Payne zatrudnił Eigila Brylda jako operatora kamery. Po wybraniu, Byrld zauważył, że wyczuwa się ducha filmów z lat 70. Przed rozpoczęciem zdjęć testowano zarówno formaty cyfrowe, jak i filmowe, zanim zdecydowano się nakręcić film cyfrowo za pomocą Arri Alexa z obiektywami Panavision z serii H, zwłaszcza obiektywem 55 mm, tworząc „wygląd w stylu vintage”. Eigil Bryld dodał też, że to film o ludziach, którzy są wepchnięci do wspólnego kadru, na którym niekoniecznie chcą być. Do materiału filmowego dodano emulsję światłoczułą i korekcję kolorów podczas postprodukcji, aby dopełnić wygląd.

### Muzyka
Oryginalną muzykę do filmu skomponował Mark Orton. Film zawiera także kilka klasycznych piosenek bożonarodzeniowych i innych utworów z lat 70. autorstwa The Allman Brothers Band, Tony Orlando and Dawn, Labi Siffre, Badfinger, Shocking Blue, Damien Jurado, Herb Alpert, Gene Autry, Temptations, Chet Baker, Artie Shaw i Cat Stevens. Ścieżka dźwiękowa została wydana cyfrowo przez Back Lot Music 10 listopada 2023 roku oraz na płycie kompaktowej i winylu 17 listopada.

## Premiera
Specjalny pokaz filmu odbył się 11 września 2022 roku. Następnego dnia poinformowano, że Focus Features nabył prawa do dystrybucji za 30 milionów dolarów. Premiera kinowa filmu miała nastąpić 10 listopada 2023 roku, a szeroka dystrybucja 22 listopada. Jednakże został przeniesiony na 27 października i 10 listopada. Premiera w Wielkiej Brytanii odbyła się 19 stycznia 2024 roku przez Universal Pictures UK. W Polsce, film zadebiutował 26 stycznia 2024 roku.
Przesilenie zimowe zostało wydane na platformach cyfrowych 30 listopada 2023 roku, a następnie na Blu-ray i DVD 2 stycznia 2024 roku.

## Odbiór

### Box office
Według stanu na 1 lutego 2024 roku film Przesilenie zimowe zarobił 19,6 mln dolarów w Stanach Zjednoczonych i Kanadzie oraz 12,2 mln dolarów na innych terytoriach, co daje łączną kwotę 31,8 mln dolarów na całym świecie.

### Recenzje krytyków
Na Rotten Tomatoes 97% z 339 recenzji krytyków jest pozytywnych, a średnia ocena wynosi 8,5/10. Konsensus serwisu brzmi: „Pięknie słodko-gorzki film Przesilenie zimowe oznacza satysfakcjonujący powrót do formy dla reżysera Alexandra Payne’a”. Metacritic, który używa średniej ważonej, przyznał filmowi ocenę 82 na 100 w oparciu o 61 krytyków, co oznacza „powszechne uznanie”. Widzowie ankietowani przez CinemaScore przyznali filmowi średnią ocenę „A” w skali od A+ do F, podczas gdy ankietowani przez PostTrak przyznali mu ogólną ocenę pozytywną na poziomie 80%.